# رافائيل باتاي
رافائيل باتاي (1910 - 1996 م) هو سوسيولوجي أمريكي يهودي من أصل مجري.
يشتهر بكتابه «العقل العربي» الذي نشر لأول مرة عام 1973 م. والكتاب شديد التعصب ضد العرب. نقله إلى العربية علي الحارس.